# Уртадо де Мендоса, Хосе
Хосе Уртадо де Мендоса (26 марта 1885, Тринидад, Санкти-Спиритус, Испанская Куба, или Канарские острова — 27 июня 1971, Гавана, Куба) — кубинский художник и керамист.

## Биография
Родился в кубинском городе Тринидад в семье политических ссыльных из метрополии (по другим данным, родился ещё до приезда родителей на Кубу на Канарских островах). Начальное художественное образование получил на родине, затем учился во Франции и США. Участвовал со своими работами в целом ряде зарубежных художественных выставок и устраивал собственные; особого успеха достиг на Иберо-американской выставке в Севилье в 1929 году, где его работа была удостоена золотой медали и первой премии. Во время диктатуры Мачадо получил большую известность как карикатурист, в особенности циклом своих политических карикатур «Cuentos Siboneyes»; был арестован и некоторое время провёл в заключении. В годы Второй мировой войны служил в авиации.
Тематикой большинства его живописных произведений были или сатира, или изображение быта коренных кубинцев. Активно занимался также созданием декоративной глиняной посуды. Умер в Гаване.